# Stiefbeen en zoon
Stiefbeen en zoon was een Nederlandse komedieserie gebaseerd op de Engelse sitcom Steptoe and Son (1962-1974).
De serie gaat over de conflicten tussen vader en zoon. Stiefbeen senior is een voddenman, een handelaar in lompen en oude metalen, die nogal groezelige manieren heeft. Daarentegen heeft zijn veertig jaar oude zoon Dirk Stiefbeen meer sociale aspiraties en pretenties. Pa Stiefbeen heeft de nodige trucs in huis om ervoor te zorgen dat zoon Dirk toch vooral niet aan een vrouw raakt. Het gemoed van Dirk is een gemakkelijke prooi voor de ontevreden vader.
De eerste aflevering werd op 11 oktober 1963 bij de NCRV uitgezonden. De serie kreeg in 1964 de allereerste Gouden Televizier-Ring toegekend, maar hield aanvankelijk in 1967 op te bestaan. In 1971 beleefde de serie een korte comeback, toen werden er zes nieuwe afleveringen gemaakt. Deze waren, in tegenstelling tot de uitzendingen in de jaren 60, in kleur.
Twaalf afleveringen zijn op dvd uitgebracht.